# 台湾地方自治聯盟

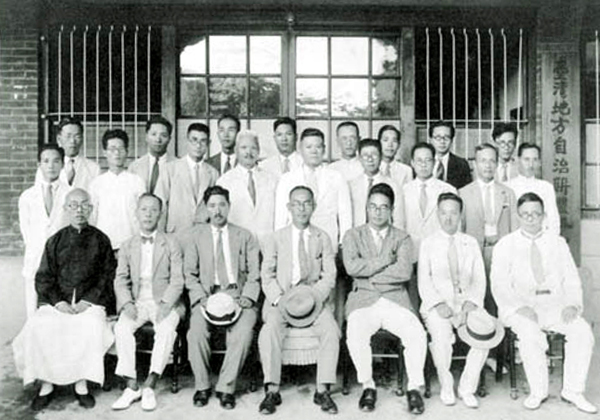
台湾地方自治聯盟会員と日本人協力者

台湾地方自治聯盟（たいわんちほうじちれんめい）は、日本統治時代の台湾における台湾人による政治団体の一つで、1930年（昭和5年）8月17日、台中市において台湾民衆党が分裂して誕生した、台湾の地方自治を要求することを単一の目的とする政治団体である。

## 成立までの背景-台湾文化協会・台湾民衆党との関係
蔣渭水により1921年（大正10年）10月17日に設立された台湾文化協会は、多くの足跡を残した。その一方で、あらゆる勢力を結集したことがあだとなり、また1921年の中国共産党の成立、1922年（大正11年）の日本共産党の成立に見られるような社会主義・共産主義の高揚や階級闘争の台頭という世界的な影響を受け、協会内の路線対立が激しくなった。そこで、右派の蔣渭水、蔡培火らは1927年7月に台湾最初の合法政党である台湾民衆党を結成した。しかし、台湾民衆党は、台湾文化協会ほどの勢いを得ることができなかった。

## 設立

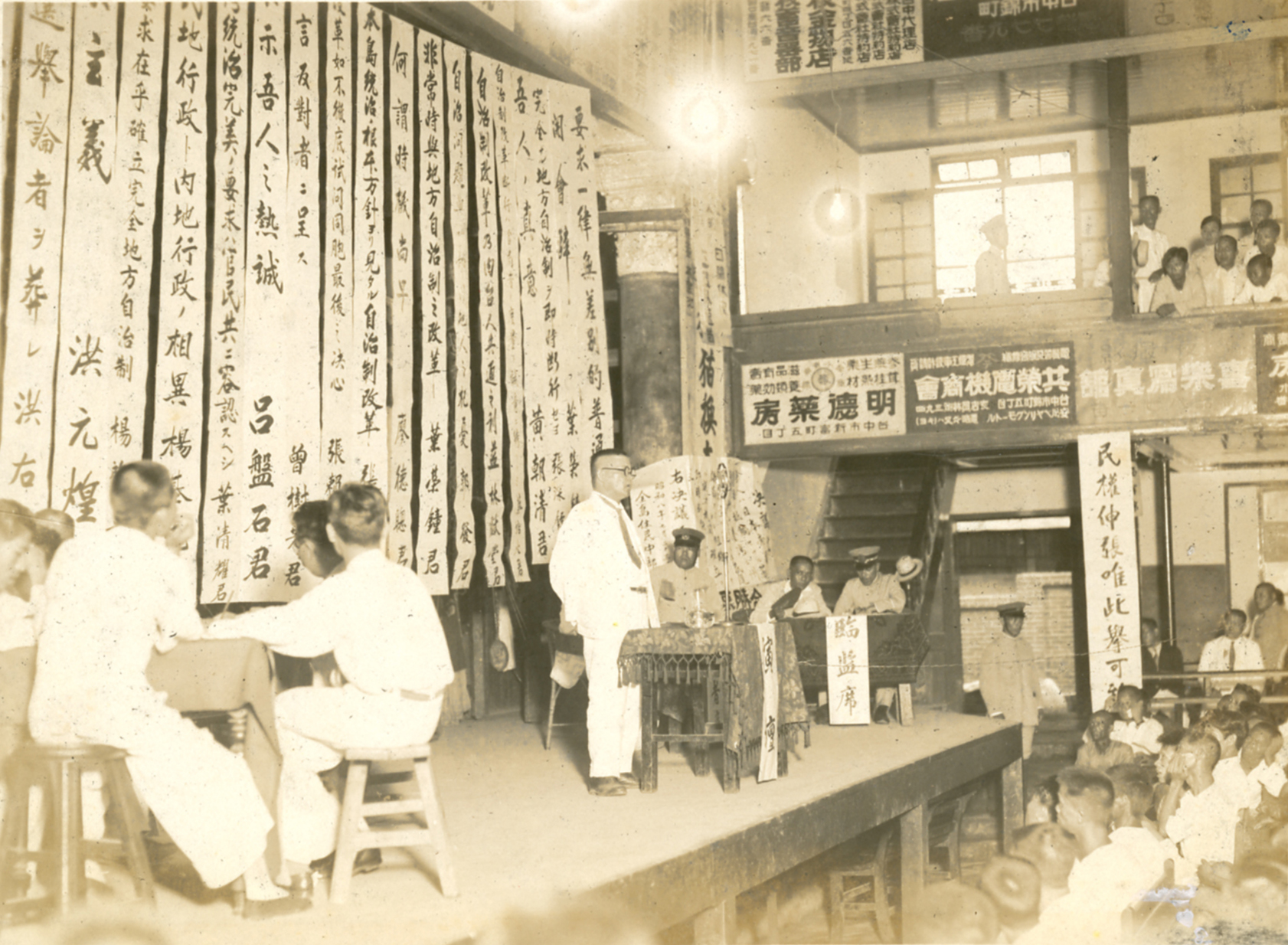
葉清耀の講演（1933年）

台湾民衆党が日ごとに左傾化し、左派路線を行く蔣渭水が掌握することになると、右派の林献堂、蔡培火らが中心となり、別団体の設立の準備を進めた。楊肇嘉を台湾に呼び戻した上でさらに準備を進めた。1930年8月17日、台中市の醉月楼酒家にて出席者227人により設立が宣言され、林献堂、土屋達太郎を顧問とし、楊肇嘉、蔡式穀ら5名を常務理事に選出した。会員は1,100名余りであった。

## 同連盟の目標と活動
同連盟は、台湾の地方自治を推進するという単一の目標を強調していたが、その具体的な要求として、州・市・街・庄の協議会の協議員を民選に改めることと、協議会を議決機関とすることを掲げた。また、目標を達成した後は解散することも定めていた。こうすることにより連盟の趣旨の面での左傾化を避け、それにより実力の豊かな地主、資本家を吸収することを目標とした。しかし、同連盟は台湾議会設置運動の闘士を多く抱えていたにもかかわらず、議会設置の請願には決して積極的ではなかった。

## その後の経過
同連盟は総督府からその活動を認められ、1935年（昭和10年）の第1回市会及び街庄協議会員選挙で相当の成績を収めた。その一方で台湾民衆党及び左派活動家は、日本政府寄りの政治的立場に対して批判し、この連盟を「第二の台湾公益会」と呼んで非難した。（台湾公益会とは、台湾総督府が、台湾文化協会及び台湾議会設置運動を抑制するために辜顕栄らの「御用紳士」を集め設立させた組織である。）この連盟の成立後、もともと派閥がはっきりしていた台湾民衆党の内訌がさらに激しくなった。そこで台湾民衆党中央は党員が党の垣根を越えて他党に加わるのを禁止した。そのため、同連盟は台湾民衆党と正式に決裂した。

## 終焉
戦時体制による国民精神統一運動の中、台湾民衆党・台湾文化協会・台湾共産党などは官憲の取締りを受けることとなった。1937年（昭和12年）7月には台湾共産党に対する一斉検挙が、同年末には台湾文化協会幹部の検挙が行われた。この様な中、同連盟は活動を続けたが、ついに1937年（昭和12年）7月15日に自主的に解散した。ここに日本統治下時代の台湾における台湾人による政治運動は終わりを告げることになった。